# Stati per confine terrestre
Questa lista di confini terrestri per Stato presenta un elenco ordinato per Stato dei rispettivi confini terrestri con gli Stati vicini.

## Confini di Stato
Nota: nella tabella sottostante le entità territoriali che non sono sovrane sono scritte in corsivo.
| Paese/regione                                         | Confini totali (km) | Vicini e confini | Numero dei vicini |
| ----------------------------------------------------- | ------------------- | --- | ----------------- |
| Abcasia                                               | ?                   | Russia, Georgia | 2                 |
| Afghanistan                                           | 5529                | Cina: 76 km Iran: 936 km Pakistan: 2430 km Tagikistan: 1206 km Turkmenistan: 744 km Uzbekistan: 137 km | 6                 |
| Akrotiri Regno Unito                                  | 49                  | Cipro: 49 km | 1                 |
| Albania                                               | 720                 | Grecia: 282 km Macedonia del Nord: 151 km Montenegro: 172 km Kosovo: 112 km | 4                 |
| Algeria                                               | 6343                | Libia: 982 km Mali: 1376 km Mauritania: 463 km Marocco: 1559 km Niger: 956 km Tunisia: 965 km Sahara Occidentale: 42 km | 7                 |
| Andorra                                               | 120,3               | Francia: 56,6 km Spagna: 63,7 km | 2                 |
| Angola                                                | 5198                | Repubblica Democratica del Congo: 2511 km Repubblica del Congo: 201 km Namibia: 1376 km Zambia: 1110 km | 4                 |
| Anguilla Regno Unito                                  | 0                   | N/A | 0                 |
| Antartide                                             | 0                   | N/A | 0                 |
| Antigua e Barbuda                                     | 0                   | N/A | 0                 |
| Antille Olandesi Paesi Bassi                          | 0                   | N/A | 0                 |
| Arabia Saudita                                        | 4431                | Emirati Arabi Uniti: 457 km Giordania: 744 km Iraq: 814 km Kuwait: 222 km Oman: 676 km Qatar: 60 km Yemen: 1458 km | 7                 |
| Argentina                                             | 9665                | Bolivia: 832 km Brasile: 1224 km Cile: 5308 km Paraguay: 1880 km Uruguay: 579 km | 5                 |
| Armenia                                               | 1254                | Azerbaigian-proprio: 566 km Azerbaigian-Nakhichevan exclave: 221 km Georgia: 164 km Iran: 35 km Turchia: 268 km | 4                 |
| Aruba Paesi Bassi                                     | 0                   | N/A | 0                 |
| Isole Ashmore e Cartier Australia                     | 0                   | N/A | 0                 |
| Australia                                             | 0                   | N/A | 0                 |
| Austria                                               | 2562                | Repubblica Ceca: 362 km Germania: 784 km Italia: 430 km Liechtenstein: 35 km Slovacchia: 91 km Slovenia: 330 km Svizzera: 164 km Ungheria: 366 km | 8                 |
| Azerbaigian                                           | 2013                | Armenia (con Azerbaigian-proprio): 566 km Armenia (con Azerbaigian-Nakhichevan exclave): 221 km Georgia: 322 km Iran (con Azerbaigian-proprio): Nagorno-Karabakh: 432 km Iran (with Azerbaigian-Nakhichevan exclave): 179 km Russia: 284 km Turchia: 9 km                                                                                                 | 5                 |
| Bahamas                                               | 0                   | N/A | 0                 |
| Bahrein                                               | 0                   | N/A | 0                 |
| Isola Baker Stati Uniti                               | 0                   | N/A | 0                 |
| Bangladesh                                            | 4246                | Birmania: 193 km India: 4053 km | 2                 |
| Barbados                                              | 0                   | N/A | 0                 |
| Belgio                                                | 1385                | Francia: 620 km Germania: 167 km Lussemburgo: 148 km Paesi Bassi: 450 km | 4                 |
| Belize                                                | 516                 | Guatemala: 266 km Messico: 250 km | 2                 |
| Benin                                                 | 1989                | Burkina Faso: 306 km Niger: 266 km Nigeria: 773 km Togo: 644 km | 4                 |
| Bermuda Regno Unito                                   | 0                   | N/A | 0                 |
| Bhutan                                                | 1075                | Cina: 470 km India: 605 km | 2                 |
| Bielorussia                                           | 2900                | Lettonia: 141 km Lituania: 502 km Polonia: 407 km Russia: 959 km Ucraina: 891 km | 5                 |
| Birmania                                              | 5876                | Bangladesh: 193 km Cina: 2185 km India: 1463 km Laos: 235 km Thailandia: 1800 km | 5                 |
| Bolivia                                               | 6743                | Argentina: 832 km Brasile: 3400 km Cile: 861 km Paraguay: 750 km Perù: 900 km | 5                 |
| Bosnia ed Erzegovina                                  | 1459                | Croazia: 932 km Montenegro: 225 km Serbia: 302 km | 3                 |
| Botswana                                              | 4015                | Namibia: 1360 km Sudafrica: 1840 km Zambia: 2 km Zimbabwe: 813 km | 4                 |
| Isola Bouvet Norvegia                                 | 0                   | N/A | 0                 |
| Brasile                                               | 14691               | Argentina: 1224 km Bolivia: 3400 km Colombia: 1643 km Guyana francese: 673 km Guyana: 1119 km Paraguay: 1290 km Perù: 1560 km Suriname: 597 km Uruguay: 985 km Venezuela: 2200 km | 10                |
| Brunei                                                | 381                 | Malaysia: 381 km | 1                 |
| Bulgaria                                              | 1808                | Grecia: 494 km Macedonia del Nord: 148 km Romania: 608 km Serbia: 318 km Turchia: 240 km | 5                 |
| Burkina Faso                                          | 3193                | Benin: 306 km Costa d'Avorio: 584 km Ghana: 549 km Mali: 1000 km Niger: 628 km Togo: 126 km | 6                 |
| Burundi                                               | 974                 | Repubblica Democratica del Congo: 233 km Ruanda: 290 km Tanzania: 451 km | 3                 |
| Cambogia                                              | 2572                | Laos: 541 km Thailandia: 803 km Vietnam: 1228 km | 3                 |
| Camerun                                               | 4591                | Repubblica Centrafricana: 797 km Ciad: 1094 km Repubblica del Congo: 523 km Guinea Equatoriale: 189 km Gabon: 298 km Nigeria: 1690 km | 5                 |
| Canada                                                | 8893                | Stati Uniti d'America: 8893 km (include: 2477 km con Alaska) Danimarca (Isola Hans): 400m | 2                 |
| Capo Verde                                            | 0                   | N/A | 0                 |
| Isole Cayman Regno Unito                              | 0                   | N/A | 0                 |
| Repubblica Ceca                                       | 1881                | Austria: 362 km Germania: 646 km Polonia: 658 km Slovacchia: 215 km | 4                 |
| Repubblica Centrafricana                              | 5203                | Camerun: 797 km Ciad: 1197 km Repubblica Democratica del Congo: 1577 km Repubblica del Congo: 467 km Sudan: 483 km Sudan del Sud: 692 km | 6                 |
| Isola del Natale Australia                            | 0                   | N/A | 0                 |
| Ciad                                                  | 5968                | Camerun: 1094 km Repubblica Centrafricana: 1197 km Libia: 1055 km Niger: 1175 km Nigeria: 87 km Sudan: 1360 km | 6                 |
| Cile                                                  | 6171                | Argentina: 5150 km Bolivia: 861 km Perù: 160 km | 3                 |
| Cina                                                  | 22117 (22147)       | Afghanistan: 76 km Bhutan: 470 km Birmania: 2185 km Corea del Nord: 1416 km India: 3380 km Kazakistan: 1533 km Kirghizistan: 858 km Laos: 423 km Mongolia: 4677 km Nepal: 1236 km Pakistan: 523 km Russia (nordest): 3605 km Russia (nordovest): 40 km Tagikistan: 414 km Vietnam: 1281 km (Confini interni fra Cina e Hong Kong: 30 km, Macao: 0,34 km). | 14 (16)           |
| Cipro                                                 | 152                 | Akrotiri e Dhekelia Regno Unito: 152 km | 1                 |
| Cisgiordania                                          | 404                 | Giordania: 97 km Israele: 307 km | 2                 |
| Città del Vaticano                                    | 3,2                 | Italia: 3,2 km | 1                 |
| Isola Clipperton Francia                              | 0                   | N/A | 0                 |
| Isole Cocos e Keeling Australia                       | 0                   | N/A | 0                 |
| Colombia                                              | 6004                | Brasile: 1643 km Ecuador: 590 km Panama: 225 km Perù: 1496 km Venezuela: 2050 km | 5                 |
| Comore                                                | 0                   | N/A | 0                 |
| Repubblica Democratica del Congo                      | 10730               | Angola: 2511 km Burundi: 233 km Repubblica Centrafricana: 1577 km Repubblica del Congo: 2410 km Ruanda: 217 km Sudan del Sud: 628 km Tanzania: 459 km Uganda: 765 km Zambia: 1,930 km | 9                 |
| Repubblica del Congo                                  | 5504                | Angola: 201 km Camerun: 523 km Repubblica Centrafricana: 467 km Repubblica Democratica del Congo: 2410 km Gabon: 1903 km | 5                 |
| Isole Cook Nuova Zelanda                              | 0                   | N/A | 0                 |
| Corea del Nord                                        | 1673                | Cina: 1,416 km Corea del Sud: 238 km Russia: 19 km | 3                 |
| Corea del Sud                                         | 238                 | Corea del Nord: 238 km | 1                 |
| Costa Rica                                            | 639                 | Nicaragua: 309 km Panama: 330 km | 2                 |
| Costa d'Avorio                                        | 3110                | Burkina Faso: 584 km Ghana: 668 km Guinea: 610 km Liberia: 716 km Mali: 532 km | 5                 |
| Croazia                                               | 2197                | Bosnia ed Erzegovina: 932 km Montenegro: 25 km Serbia: 241 km Slovenia: 670 km Ungheria: 329 km | 5                 |
| Cuba                                                  | 29                  | Guantanamo: 29 km | 0 (1)             |
| Danimarca                                             | 68                  | Germania: 68 km Canada (Isola Hans): 400m | 2                 |
| Dhekelia Regno Unito                                  | ?                   | Cipro: 103 km Cipro Nord: ? km | 2                 |
| Repubblica Dominicana                                 | 360                 | Haiti: 360 km | 1                 |
| Dominica                                              | 0                   | N/A | 0                 |
| Ecuador                                               | 2010                | Colombia: 590 km Perù: 1420 km | 2                 |
| Egitto                                                | 2665                | Striscia di Gaza: 11 km Israele: 266 km Libia: 1115 km Sudan: 1273 km | 4                 |
| El Salvador                                           | 545                 | Guatemala: 203 km Honduras: 342 km | 2                 |
| Emirati Arabi Uniti                                   | 867                 | Arabia Saudita: 457 km Oman: 410 km | 2                 |
| Eritrea                                               | 1626                | Etiopia: 912 km Gibuti: 109 km Sudan: 605 km | 3                 |
| Estonia                                               | 633                 | Lettonia: 339 km Russia: 294 km | 2                 |
| Etiopia                                               | 5328                | Eritrea: 912 km Gibuti: 349 km Kenya: 861 km Somalia: 1600 km Sudan: 723 km Sudan del Sud: 883 km | 6                 |
| Isole Falkland Regno Unito                            | 0                   | N/A | 0                 |
| Isole Fær Øer Danimarca                               | 0                   | N/A | 0                 |
| Figi                                                  | 0                   | N/A | 0                 |
| Filippine                                             | 0                   | N/A | 0                 |
| Finlandia                                             | 2690                | Norvegia: 736 km Svezia: 614 km Russia: 1340 km | 3                 |
| Francia                                               | 2889                | Andorra: 56,6 km Belgio: 620 km Germania: 451 km Italia: 488 km Lussemburgo: 73 km Monaco: 4,4 km Spagna: 623 km Svizzera: 573 km | 8 (10)            |
| Gabon                                                 | 2551                | Camerun: 298 km Repubblica del Congo: 1903 km Guinea Equatoriale: 350 km | 3                 |
| Gambia                                                | 740                 | Senegal: 740 km | 1                 |
| Georgia                                               | 1461                | Armenia: 164 km Azerbaigian: 322 km Russia: 723 km Turchia: 252 km Abcasia:? Ossezia del Sud:? | 6                 |
| Germania                                              | 3621                | Austria: 784 km Belgio: 167 km Repubblica Ceca: 646 km Danimarca: 68 km Francia: 451 km Lussemburgo: 138 km Paesi Bassi: 577 km Polonia: 456 km Svizzera: 334 km | 9                 |
| Ghana                                                 | 2094                | Burkina Faso: 549 km Costa d'Avorio: 668 km Togo: 877 km | 3                 |
| Giamaica                                              | 0                   | N/A | 0                 |
| Giappone                                              | 0                   | N/A | 0                 |
| Gibilterra Regno Unito                                | 1,2                 | Spagna: 1,2 km | 1                 |
| Gibuti                                                | 516                 | Eritrea: 109 km Etiopia: 349 km Somalia: 58 km | 3                 |
| Giordania                                             | 1635                | Arabia Saudita: 744 km Cisgiordania: 97 km Iraq: 181 km Israele: 238 km Siria: 375 km | 5                 |
| Grecia                                                | 1228                | Albania: 282 km Bulgaria: 494 km Macedonia del Nord: 246 km Turchia: 206 km | 4                 |
| Grenada                                               | 0                   | N/A | 0                 |
| Groenlandia Danimarca                                 | 0                   | N/A | 0                 |
| Guadalupa Francia                                     | 0                   | N/A | 0                 |
| Guam Stati Uniti                                      | 0                   | N/A | 0                 |
| Guatemala                                             | 1687                | Belize: 266 km El Salvador: 203 km Honduras: 256 km Messico: 962 km | 4                 |
| Guernsey Regno Unito                                  | 0                   | N/A | 0                 |
| Guinea                                                | 3399                | Costa d'Avorio: 610 km Guinea-Bissau: 386 km Liberia: 563 km Mali: 858 km Senegal: 330 km Sierra Leone: 652 km | 6                 |
| Guinea-Bissau                                         | 724                 | Guinea: 386 km Senegal: 338 km | 2                 |
| Guinea Equatoriale                                    | 539                 | Camerun: 189 km Gabon: 350 km | 2                 |
| Guyana                                                | 2462                | Brasile: 1119 km Suriname: 600 km Venezuela: 743 km | 3                 |
| Guyana francese Francia                               | 1183                | Brasile: 673 km Suriname: 510 km | 2                 |
| Haiti                                                 | 360                 | Repubblica Dominicana: 360 km | 1                 |
| Isole Heard e McDonald Australia                      | 0                   | N/A | 0                 |
| Honduras                                              | 1520                | Guatemala: 256 km El Salvador: 342 km Nicaragua: 922 km | 3                 |
| Hong Kong Cina                                        | 30                  | Cina: 30 km | 1                 |
| Isola Howland Stati Uniti                             | 0                   | N/A | 0                 |
| India                                                 | 14103               | Afghanistan 92;km Bangladesh: 4053 km Bhutan: 605 km Birmania: 1463 km Cina: 3380 km Nepal: 1690 km Pakistan : 2912 km | 7                 |
| Indonesia                                             | 2830                | Malaysia: 1782 km Papua Nuova Guinea: 820 km Timor Est: 228 km | 3                 |
| Iran                                                  | 5440                | Afghanistan: 936 km Armenia: 35 km Azerbaigian-proprio: 432 km Azerbaigian-Nakhichevan exclave: 179 km Iraq: 1458 km Pakistan: 909 km Turchia: 499 km Turkmenistan: 992 km | 7                 |
| Iraq                                                  | 3650                | Arabia Saudita: 814 km Giordania: 181 km Iran: 1458 km Kuwait: 240 km Siria: 605 km Turchia: 352 km | 6                 |
| Irlanda                                               | 360                 | Regno Unito: 360 km | 1                 |
| Islanda                                               | 0                   | N/A | 0                 |
| Israele                                               | 1017                | Cisgiordania: 307 km Egitto: 266 km Giordania: 238 km Libano: 79 km Siria: 76 km Striscia di Gaza: 51 km | 6                 |
| Italia                                                | 1932,20             | Austria: 430 km Città del Vaticano: 3,2 km Francia: 488 km San Marino: 39 km Slovenia: 232 km Svizzera: 740 km | 6                 |
| Jan Mayen Norvegia                                    | 0                   | N/A | 0                 |
| Isola Jarvis Stati Uniti                              | 0                   | N/A | 0                 |
| Jersey Regno Unito                                    | 0                   | N/A | 0                 |
| Atollo Johnston Stati Uniti                           | 0                   | N/A | 0                 |
| Kazakistan                                            | 12012               | Cina: 1533 km Kirghizistan: 1051 km Russia: 6846 km Turkmenistan: 379 km Uzbekistan: 2203 km | 5                 |
| Kenya                                                 | 3477                | Etiopia: 861 km Somalia: 682 km Sudan del Sud: 232 km Tanzania: 769 km Uganda: 933 km | 5                 |
| Kingman Reef Stati Uniti                              | 0                   | N/A | 0                 |
| Kirghizistan                                          | 3878                | Cina: 858 km Kazakistan: 1051 km Tagikistan: 870 km Uzbekistan: 1099 km | 4                 |
| Kiribati                                              | 0                   | N/A | 0                 |
| Kosovo                                                | 701                 | Albania: 112 km Macedonia del Nord: 159 km Montenegro: 79 km Serbia: 352 km | 4                 |
| Kuwait                                                | 462                 | Arabia Saudita: 222 km Iraq: 240 km | 2                 |
| Laos                                                  | 5083                | Birmania: 235 km Cambogia: 541 km Cina: 423 km Thailandia: 1754 km Vietnam: 2130 km | 5                 |
| Lesotho                                               | 909                 | Sudafrica: 909 km | 1                 |
| Lettonia                                              | 1150                | Bielorussia: 141 km Estonia: 339 km Lituania: 453 km Russia: 217 km | 4                 |
| Libano                                                | 454                 | Israele: 79 km Siria: 375 km | 2                 |
| Liberia                                               | 1585                | Guinea: 563 km Costa d'Avorio: 716 km Sierra Leone: 306 km | 3                 |
| Libia                                                 | 4348                | Algeria: 982 km Ciad: 1,055 km Egitto: 1115 km Niger: 354 km Sudan: 383 km Tunisia: 459 km | 6                 |
| Liechtenstein                                         | 76                  | Austria: 34,9 km Svizzera: 41,1 km | 2                 |
| Lituania                                              | 1273                | Bielorussia: 502 km Lettonia: 453 km Polonia: 91 km Russia: 227 km | 4                 |
| Lussemburgo                                           | 359                 | Belgio: 148 km Francia: 73 km Germania: 138 km | 3                 |
| Macao Cina                                            | 0,34                | Cina: 0.34 km | 1                 |
| Macedonia del Nord                                    | 766                 | Albania: 151 km Bulgaria: 148 km Grecia: 246 km Kosovo: 159 km Serbia: 62 km | 5                 |
| Madagascar                                            | 0                   | N/A | 0                 |
| Malawi                                                | 2881                | Mozambico: 1569 km Tanzania: 475 km Zambia: 837 km | 3                 |
| Malaysia                                              | 3147,30             | Brunei: 481,3 km Indonesia: 2019,5 km Thailandia: 646,5 km | 3                 |
| Maldive                                               | 0                   | N/A | 0                 |
| Mali                                                  | 7243                | Algeria: 1376 km Burkina Faso: 1000 km Guinea: 858 km Costa d'Avorio: 532 km Mauritania: 2237 km Niger: 821 km Senegal: 419 km | 7                 |
| Malta                                                 | 0                   | N/A | 0                 |
| Isola di Man Regno Unito                              | 0                   | N/A | 0                 |
| Isole del Mar dei Coralli Australia                   | 0                   | N/A | 0                 |
| Marocco                                               | 2017,90             | Algeria: 1559 km Sahara Occidentale: 443 km Spagna (Ceuta): 6,3 km Spagna (Melilla): 9,6 km Spagna (Peñón de Vélez de la Gomera): 85 m | 3                 |
| Isole Marshall                                        | 0                   | N/A | 0                 |
| Martinica Francia                                     | 0                   | N/A | 0                 |
| Mauritania                                            | 5074                | Algeria: 463 km Mali: 2237 km Sahara Occidentale: 1561 km Senegal: 813 km | 4                 |
| Mauritius                                             | 0                   | N/A | 0                 |
| Mayotte Francia                                       | 0                   | N/A | 0                 |
| Messico                                               | 4353                | Belize: 250 km Guatemala: 962 km Stati Uniti d'America: 3141 km | 3                 |
| Stati Federati di Micronesia                          | 0                   | N/A | 0                 |
| Isole Midway Stati Uniti                              | 0                   | N/A | 0                 |
| Moldavia                                              | 1389                | Romania: 450 km Ucraina: 939 km | 2                 |
| Monaco                                                | 4,4                 | Francia: 4,4 km | 1                 |
| Mongolia                                              | 8220                | Cina: 4677 km Russia: 3543 km | 2                 |
| Montenegro                                            | 625                 | Albania: 172 km Bosnia ed Erzegovina: 225 km Croazia: 25 km Kosovo: 79 km Serbia: 124 km | 4                 |
| Montserrat Regno Unito                                | 0                   | N/A | 0                 |
| Mozambico                                             | 4571                | Malawi: 1569 km Sudafrica: 491 km Swaziland: 105 km Tanzania: 756 km Zambia: 419 km Zimbabwe: 1231 km | 6                 |
| Namibia                                               | 3936                | Angola: 1376 km Botswana: 1360 km Sudafrica: 967 km Zambia: 233 km | 4                 |
| Nauru                                                 | 0                   | N/A | 0                 |
| Isola Navassa Stati Uniti                             | 0                   | N/A | 0                 |
| Nepal                                                 | 2926                | Cina: 1236 km India: 1690 km | 2                 |
| Nicaragua                                             | 1231                | Costa Rica: 309 km Honduras: 922 km | 2                 |
| Nigeria                                               | 4047                | Benin: 773 km Camerun: 1690 km Ciad: 87 km Niger: 1497 km | 4                 |
| Niger                                                 | 5697                | Algeria: 956 km Benin: 266 km Burkina Faso: 628 km Ciad: 1175 km Libia: 354 km Mali: 821 km Nigeria: 1497 km | 7                 |
| Niue Nuova Zelanda                                    | 0                   | N/A | 0                 |
| Isola Norfolk Australia                               | 0                   | N/A | 0                 |
| Isole Marianne Settentrionali Stati Uniti             | 0                   | N/A | 0                 |
| Norvegia                                              | 2551                | Finlandia: 736 km Svezia: 1,619 km Russia: 196 km | 3                 |
| Nuova Caledonia Francia                               | 0                   | N/A | 0                 |
| Nuova Zelanda                                         | 0                   | N/A | 0                 |
| Oman                                                  | 1374                | Arabia Saudita: 676 km Emirati Arabi Uniti: 410 km Yemen: 288 km | 3                 |
| Ossezia del Sud                                       | ?                   | Georgia, Russia | 2                 |
| Paesi Bassi                                           | 1027                | Belgio: 450 km Germania: 577 km | 2                 |
| Pakistan                                              | 6774                | Afghanistan: 2430 km Cina: 523 km India: 2912 km Iran: 909 km | 4                 |
| Palau                                                 | 0                   | N/A | 0                 |
| Atollo Palmyra Stati Uniti                            | 0                   | N/A | 0                 |
| Panama                                                | 555                 | Colombia: 225 km Costa Rica: 330 km | 2                 |
| Papua Nuova Guinea                                    | 820                 | Indonesia: 820 km | 1                 |
| Isole Paracelso (contese)                             | 0                   | N/A | 0                 |
| Paraguay                                              | 3920                | Argentina: 1880 km Bolivia: 750 km Brasile: 1290 km | 3                 |
| Perù                                                  | 5536                | Bolivia: 900 km Brasile: 1560 km Cile: 160 km Colombia: 1496 km Ecuador: 1420 km | 5                 |
| Isole Pitcairn Regno Unito                            | 0                   | N/A | 0                 |
| Polonia                                               | 3511                | Bielorussia: 418 km Repubblica Ceca: 796 km Germania: 467 km Lituania: 104 km Russia: 210 km Slovacchia: 541 km Ucraina: 535 km | 7                 |
| Polinesia Francese Francia                            | 0                   | N/A | 0                 |
| Portogallo                                            | 1214                | Spagna: 1214 km | 1                 |
| Porto Rico Stati Uniti                                | 0                   | N/A | 0                 |
| Qatar                                                 | 60                  | Arabia Saudita: 60 km | 1                 |
| Regno Unito                                           | 360                 | Irlanda: 360 km | 1                 |
| Riunione Francia                                      | 0                   | N/A | 0                 |
| Romania                                               | 2508                | Bulgaria: 608 km Moldavia: 450 km Serbia: 476 km Ucraina (nord): 362 km Ucraina (est): 169 km Ungheria: 443 km | 5                 |
| Russia                                                | 20017               | Azerbaigian: 284 km Bielorussia: 959 km Cina (sudest): 3605 km Cina (sud): 40 km Corea del Nord: 19 km Estonia: 294 km Finlandia: 1340 km Georgia: 723 km Kazakistan: 6846 km Lettonia: 217 km Lituania: 227 km Mongolia: 3485 km Norvegia: 196 km Polonia: 206 km Ucraina: 1576 km Abcasia:? Ossezia del Sud:?                                           | 14 (16)           |
| Ruanda                                                | 893                 | Burundi: 290 km Repubblica Democratica del Congo: 217 km Tanzania: 217 km Uganda: 169 km | 4                 |
| Sahara Occidentale                                    | 2046                | Algeria: 42 km Mauritania: 1561 km Marocco: 443 km | 3                 |
| Saint Barthélemy Francia                              | 0                   | N/A | 0                 |
| Saint Kitts e Nevis                                   | 0                   | N/A | 0                 |
| Saint-Pierre e Miquelon Francia                       | 0                   | N/A | 0                 |
| Saint Vincent e Grenadine                             | 0                   | N/A | 0                 |
| San Marino                                            | 39                  | Italia: 39 km | 1                 |
| Sant'Elena Regno Unito                                | 0                   | N/A | 0                 |
| Saint Lucia                                           | 0                   | N/A | 0                 |
| Samoa                                                 | 0                   | N/A | 0                 |
| Samoa Americane Stati Uniti                           | 0                   | N/A | 0                 |
| São Tomé e Príncipe                                   | 0                   | N/A | 0                 |
| Senegal                                               | 2640                | Gambia: 740 km Guinea: 330 km Guinea-Bissau: 338 km Mali: 419 km Mauritania: 813 km | 5                 |
| Serbia                                                | 2027                | Bosnia ed Erzegovina: 302 km Bulgaria: 318 km Croazia: 241 km Ungheria: 241 km Kosovo: 352 km Macedonia del Nord: 62 km Montenegro: 124 km Romania: 476 km | 8                 |
| Seychelles                                            | 0                   | N/A | 0                 |
| Sierra Leone                                          | 958                 | Guinea: 652 km Liberia: 306 km | 2                 |
| Singapore                                             | 0                   | N/A | 0                 |
| Siria                                                 | 2253                | Giordania: 375 km Iraq: 605 km Israele: 76 km Libano: 375 km Turchia: 822 km | 5                 |
| Slovacchia                                            | 1524                | Austria: 91 km Repubblica Ceca: 215 km Polonia: 444 km Ucraina: 97 km Ungheria: 677 km | 5                 |
| Slovenia                                              | 1334                | Austria: 330 km Croazia: 670 km Italia: 232 km Ungheria: 102 km | 4                 |
| Isole Salomone                                        | 0                   | N/A | 0                 |
| Somalia                                               | 2340                | Etiopia: 1600 km Gibuti: 58 km Kenya: 682 km | 3                 |
| Georgia del Sud e Isole Sandwich Australi Regno Unito | 0                   | N/A | 0                 |
| Spagna                                                | 1917,80             | Andorra: 63,7 km Francia: 623 km Gibilterra: 1,2 km Portogallo: 1214 km Marocco (Ceuta): 6,3 km Marocco (Melilla): 9,6 km Marocco (Peñón de Vélez de la Gomera): 85 m | 5                 |
| Isole Spratly (contese)                               | 0                   | N/A | 0                 |
| Sri Lanka                                             | 0                   | N/A | 0                 |
| Stati Uniti d'America                                 | 12034               | Canada: 8,893 km Messico: 3141 km | 2                 |
| Striscia di Gaza Palestina                            | 62                  | Egitto: 11 km Israele: 51 km | 2                 |
| Sudafrica                                             | 4862                | Botswana: 1840 km Lesotho: 909 km Mozambico: 491 km Namibia: 967 km Swaziland: 430 km Zimbabwe: 225 km | 6                 |
| Sudan                                                 | 6764                | Repubblica Centrafricana: 483 km Ciad: 1360 km Egitto: 1273 km Eritrea: 605 km Etiopia: 723 km Libia: 383 km Sudan del Sud: 1937 km | 7                 |
| Sudan del Sud                                         | 4797                | Repubblica Centrafricana: 682 km Repubblica Democratica del Congo: 628 km Kenya: 232 km Uganda: 435 km Etiopia: 883 km Sudan: 1937 km | 6                 |
| Suriname                                              | 1707                | Brasile: 597 km Guyana francese: 510 km Guyana: 600 km | 3                 |
| Svalbard Norvegia                                     | 0                   | N/A | 0                 |
| Svezia                                                | 2233                | Finlandia: 614 km Norvegia: 1619 km | 2                 |
| Svizzera                                              | 1852                | Austria: 164 km Francia: 573 km Italia: 740 km Liechtenstein: 41 km Germania: 334 km | 5                 |
| Swaziland                                             | 535                 | Mozambico: 105 km Sudafrica: 430 km | 2                 |
| Taiwan                                                | 0                   | N/A | 0                 |
| Tagikistan                                            | 3651                | Afghanistan: 1206 km Cina: 414 km Kirghizistan: 870 km Uzbekistan: 1161 km | 4                 |
| Tanzania                                              | 3861                | Burundi: 451 km Repubblica Democratica del Congo: 459 km Kenya: 769 km Malawi: 475 km Mozambico: 756 km Ruanda: 217 km Uganda: 396 km Zambia: 338 km | 8                 |
| Territori Francesi del Sud Francia                    | 0                   | N/A | 0                 |
| Territorio Britannico dell'Oceano Indiano Regno Unito | 0                   | N/A | 0                 |
| Thailandia                                            | 4863                | Birmania: 1800 km Cambogia: 803 km Laos: 1754 km Malaysia: 506 | 4                 |
| Timor Est                                             | 228                 | Indonesia: 228 km | 1                 |
| Togo                                                  | 1647                | Benin: 644 km Burkina Faso: 126 km Ghana: 877 km | 3                 |
| Tokelau Nuova Zelanda                                 | 0                   | N/A | 0                 |
| Tonga                                                 | 0                   | N/A | 0                 |
| Trinidad e Tobago                                     | 0                   | N/A | 0                 |
| Tunisia                                               | 1424                | Algeria: 965 km Libia: 459 km | 2                 |
| Turchia                                               | 2648                | Armenia: 268 km Azerbaigian: 9 km Bulgaria: 240 km Georgia: 252 km Grecia: 206 km Iran: 499 km Iraq: 352 km Siria: 822 km | 8                 |
| Turkmenistan                                          | 3736                | Afghanistan: 744 km Iran: 992 km Kazakistan: 379 km Uzbekistan: 1621 km | 4                 |
| Isole Turks e Caicos Regno Unito                      | 0                   | N/A | 0                 |
| Tuvalu                                                | 0                   | N/A | 0                 |
| Uganda                                                | 2698                | Repubblica Democratica del Congo: 765 km Kenya: 933 km Ruanda: 169 km Sudan del Sud: 435 km Tanzania: 396 km | 5                 |
| Ucraina                                               | 4663                | Bielorussia: 891 km Moldavia: 939 km Polonia: 526 km Romania (sud): 169 km Romania (ovest): 362 km Russia: 1576 km Slovacchia: 97 km Ungheria: 103 km | 8                 |
| Ungheria                                              | 2171                | Austria: 366 km Croazia: 329 km Romania: 443 km Serbia: 151 km Slovacchia: 677 km Slovenia: 102 km Ucraina: 103 km | 7                 |
| Unione europea                                        | 12440,80            | Albania: 282 km Andorra 120,3 km Bielorussia: 1050 km Città del Vaticano: 3,2 km Liechtenstein: 34,9 km Macedonia del Nord: 394 km Moldavia: 450 km Monaco: 4,4 km Norvegia: 2348 km Russia: 2257 km San Marino: 39 km Serbia: 945 km Svizzera: 1811 km Turchia: 446 km Ucraina: 1257 km                                                                  | 16                |
| Uruguay                                               | 1564                | Argentina: 579 km Brasile: 985 km | 2                 |
| Uzbekistan                                            | 6221                | Afghanistan: 137 km Kazakistan: 2203 km Kirghizistan: 1099 km Tagikistan: 1161 km Turkmenistan: 1621 km | 5                 |
| Vanuatu                                               | 0                   | N/A | 0                 |
| Venezuela                                             | 4993                | Brasile: 2200 km Colombia: 2 050 km Guyana: 743 km | 3                 |
| Isole Vergini britanniche Regno Unito                 | 0                   | N/A | 0                 |
| Isole Vergini Americane Stati Uniti                   | 0                   | N/A | 0                 |
| Vietnam                                               | 4639                | Cambogia: 1228 km Cina: 1,281 km Laos: 2130 km | 3                 |
| Isola Wake Stati Uniti                                | 0                   | N/A | 0                 |
| Wallis e Futuna Francia                               | 0                   | N/A | 0                 |
| Yemen                                                 | 1746                | Arabia Saudita: 1458 km Oman: 288 km | 2                 |
| Zambia                                                | 5666                | Angola: 1110 km Botswana: 2 km Repubblica Democratica del Congo: 1930 km Malawi: 837 km Mozambico: 419 km Namibia: 233 km Tanzania: 338 km Zimbabwe: 797 km | 8                 |
| Zimbabwe                                              | 3066                | Botswana: 813 km Mozambico: 1231 km Sudafrica: 225 km Zambia: 797 km | 4                 |

## Primati
- Il più lungo confine fra due Stati: quello fra Stati Uniti d'America e Canada:  8891 km
- I più lunghi tratti di confine: quello fra Russia e Kazakistan: 6846 km; 49º parallelo Nord fra Stati Uniti d'America e Canada: 6414 km; fra Cile e Argentina: 5150 km.
- Il più breve confine terrestre: fra Spagna e Marocco a Peñón de Vélez de la Gomera: 87 m.